# Relações entre Austrália e China
As relações entre Austrália e China, conhecidas como relações sino-australianas, referem-se às relações entre a Austrália e a China. O primeiro consulado chinês na Austrália foi estabelecido em 1909 e as relações diplomáticas foram estabelecidas em 1941. A Austrália continuou a reconhecer o governo da República da China depois que perdeu a Guerra Civil Chinesa e se retirou para Taiwan em 1949, mas mudou o reconhecimento para a República Popular da China em 21 de dezembro de 1972. A relação entre China e Austrália cresceu consideravelmente ao longo dos anos.  Ambos os países estão ativamente engajados econômica, cultural e politicamente, abrangendo inúmeras organizações como a APEC, a Cúpula do Leste Asiático e o G20. A China é o maior parceiro comercial da Austrália e investiu em empresas de mineração australianas para ajudar a atender às necessidades de sua crescente economia.
As relações entre os dois países começaram a se deteriorar em 2018, devido a preocupações crescentes da influência política chinesa em vários setores da sociedade australiana, incluindo o governo, universidades e mídia, bem como a posição da China na disputa pelo Mar do Sul da China.

## Escritórios diplomáticos

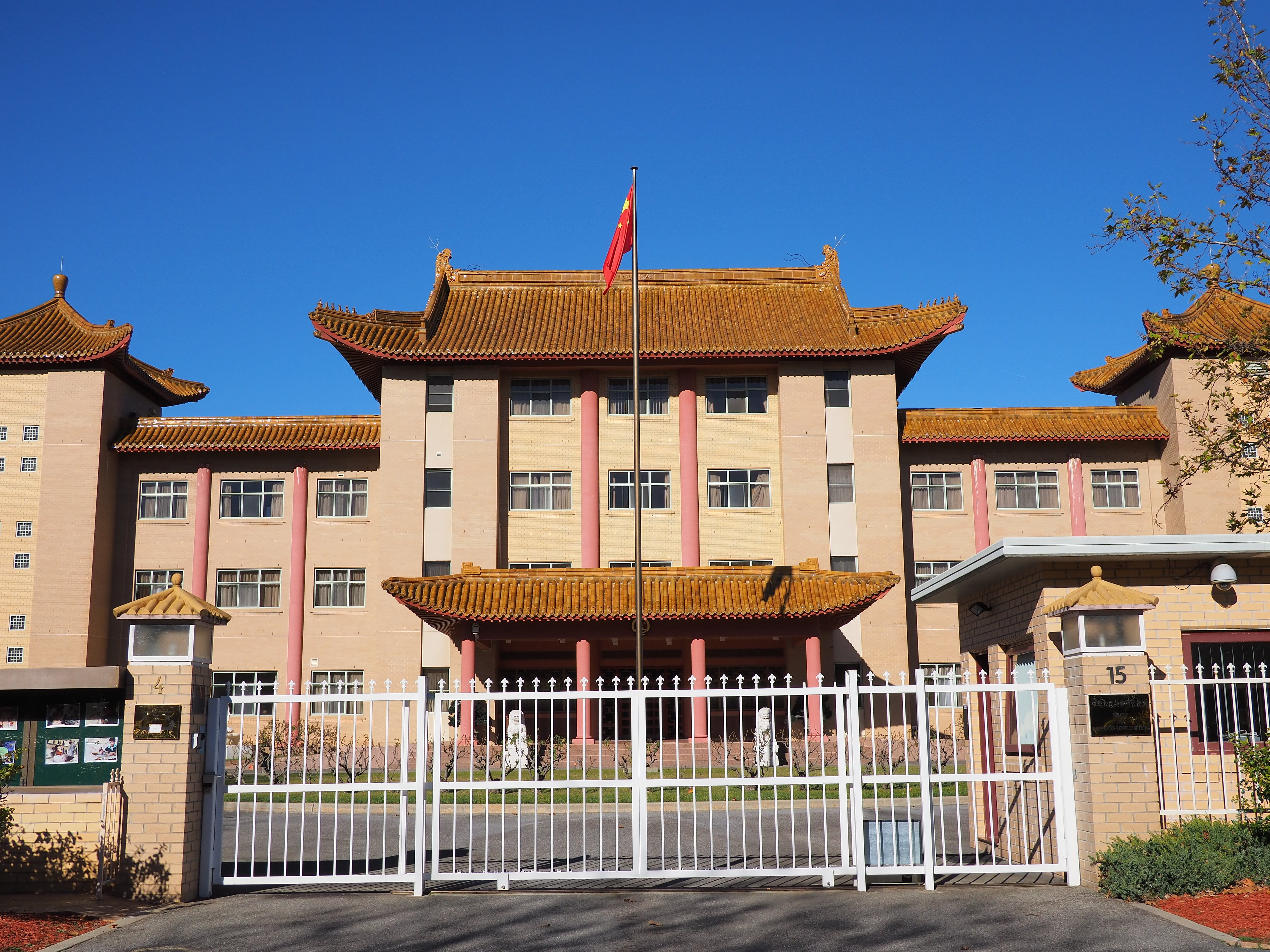
Embaixada chinesa em Camberra, na Austrália

A embaixada chinesa está localizada em Camberra, na Austrália. Existem consulados nas principais cidades como Sydney, Melbourne, Brisbane e Perth.
A embaixada da Austrália está localizada em Pequim. A Austrália também tem consulados nas principais cidades como Xangai, Guangzhou e Hong Kong.